# Sándor Kuti

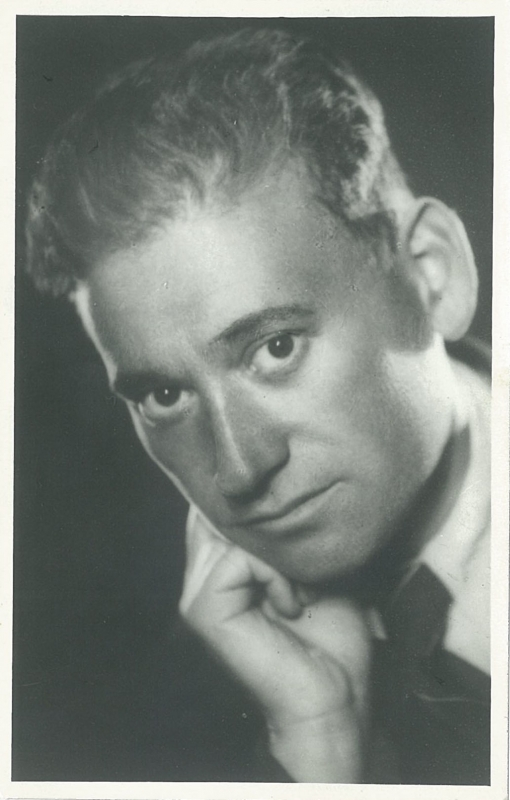
Sándor Kuti (um 1938)

Sándor Kuti (geboren 18. Mai 1908 in Budapest, Österreich-Ungarn; gestorben April 1945 in einem Konzentrationslager im Deutschen Reich) war ein ungarischer Komponist.

## Leben
Sándor Kuti wuchs in Óbuda in einer sehr armen Arbeiterfamilie auf. Er wurde Mitglied der kommunistischen Jugendorganisation und später Mitglied der MSZDP. Kuti engagierte sich auch in der Arbeiterabstinenzbewegung. Seine Musikstudien begann er erst mit achtzehn Jahren, als er sich an der Budapester Musikakademie immatrikulierte. Er studierte 1930 bis 1934 bei Albert Siklós, das Diplom mit Auszeichnung erhielt er 1934 von Ernő Dohnányi, im Prüfungskonzert spielte er an der Seite seines Kommilitonen György Solti. Er arbeitete seither als Korrepetitor und privater Musiklehrer.
Die Aufführung seiner Kammermusikkompositionen blieb auf den heimischen Raum beschränkt, seine Klavierkompositionen hingegen wurden auch in Kopenhagen, Wien und Paris aufgeführt, Andor Földes spielte 1935 die Uraufführung der Piano Suite in Amsterdam. Er war mit dem Komponisten Endre Szervánszky befreundet, der während des Krieges versuchte, Juden aus der Bedrohung durch den ungarischen Antisemitismus zu helfen. Im Zweiten Weltkrieg wurde Kuti 1940 zur Zwangsarbeit (munkaszolgálat) verpflichtet. 1944 wurde er in ein deutsches Konzentrationslager deportiert.
In seiner 1944 erstellten Werkeliste führte Kuti auf: zwei Streichquartette (1928, 1934), drei Streichtrios (1929, 1932, 1933), ein Rondo für Sinfonieorchester (1933), Sonate für zwei Violinen (1933), eine Violinsonate (1944), eine Piano Suite (1935), eine Sonatina für Klavier (1936), fünfzehn Lieder auf Gedichte von Lajos Hollós-Korvin, mehrere Chorwerke, Kinderstücke und Vertonungen von Gedichten von Attila József. Die Violionsonate komponierte er im Zwangsarbeitslager 1944 auf selbstliniertem Papier.
Eines der Streichquartette und eines der Streichtrios wurden postum in den 1960er Jahren publiziert.

## Aufnahmen
- In memoriam Hungarian composers, victims of the Holocaust. Budapest : Hungaroton Classic, 2008 (Die CD enthält Werke von László Weiner; Pál Budai; Sándor Kuti; Gyrogy Justus; Elemér Gyulai; Sándor Vándor) WorldCat